# Mamadou Coulibaly (voetballer, 1999)
Mamadou Coulibaly (Thiès, 3 februari 1999) is een Senegalees voetballer die bij voorkeur als centrale middenvelder speelt. In 2017 verruilde hij Pescara voor Udinese.

## Clubcarrière
Coulibaly werd geboren in de Senegalese hoofdstad Thiès. In maart 2017 trok hij naar het Italiaanse Pescara Calcio. Op 19 maart 2017 debuteerde hij in de Serie A tegen Atalanta Bergamo. Hij verving Valerio Verre na 70 minuten. Op 2 april 2017 kreeg de Senegalees zijn eerset basisplaats tegen AC Milan. In zijn debuutjaar speelde Coulibaly negen competitieduels, goed voor een totaal van 487 speelminuten. Na dat seizoen vertrok Coulibaly naar Udinese, dat hem eerst vier jaar verhuurde. Achtereenvolgens waren dit Pescara, Carpi FC 1909, Virtus Entella en Trapani Calcio. Pas in het seizoen 2020/21 maakte Coulibaly zijn eerste opwachting voor Udinese in de Serie A.